# Orchis celtiberica
Orchis celtiberica är en orkidéart som beskrevs av Carlos Pau. Orchis celtiberica ingår i släktet nycklar, och familjen orkidéer. Inga underarter finns listade i Catalogue of Life.